# 方維憲
方維憲，中國清朝官員，本籍中國直隸。

## 生平
方維憲於1788年（乾隆53年）接替王露，於台灣擔任台灣府台灣縣知縣。管轄約今台灣南部之嘉義縣、嘉義市、台南縣、市全境及高雄縣部份區域。該區域面積約為4500平方公里，也是清治時期台灣島之漢人集中地所在。